# Crésuz
Crésuz (antiguamente en alemán Kürjü) es una comuna suiza del cantón de Friburgo, situada en el distrito de Gruyère. Limita al norte con la comuna de Cerniat, al este con Charmey, y al suroeste con Broc, y al oeste con Châtel-sur-Montsalvens.